# هاري موليسش
هاري موليسش (بالهولندية: Harry Mulisch)‏ (29 يوليو 1927 - 30 أكتوبر 2010)، هو كاتب روائي هولندي، وكان يهوديا، وكان في شبابه يساريا. (وهو ابن لأب نمساوي-مجري وأم ألمانية يهودية) يعتبر موليش أحد أهم الكتاب الهولنديين بعد الحرب العالمية الثانية، كتب أكثر من 50 عملا أدبيا وتُرجمت أعماله إلى 30 لغة، وكان المرشح الدائم لجائزة نوبل، فاز موليش بعدد كبير من الجوائز الأدبية، بما في ذلك جائزة الأدب الهولندي وجائزة بي سي هوفت. عمله الأكثر أهمية هو رواية «اكتشاف السماء» محور الكتاب حول عدة مواضيع مثل الدين والسياسة، والشيوعية، والحس الحياة. الرواية التي تعد أهم رواية هولندية في جميع الأوقات.
توفي في 30 أكتوبر 2010 بمدينة أمستردام بسبب مرض السرطان عن عمر يناهز 83 عاماً.

## من مؤلفاته المترجمة للعربية
- رواية: الاعتداء (رواية) - (1982).
- رواية: «جريمة الجندي الروسي وارنيف».
- رواية: «اكتشاف السماء» (1992).

## روابط خارجية
- هاري موليسش على موقع IMDb (الإنجليزية)
- هاري موليسش على موقع الموسوعة البريطانية (الإنجليزية)
- هاري موليسش على موقع مونزينجر (الألمانية)
- هاري موليسش على موقع ميوزك برينز (الإنجليزية)
- هاري موليسش على موقع قاعدة بيانات الفيلم (الإنجليزية)